# Termometro bimetallico

Termometro bimetallico, struttura

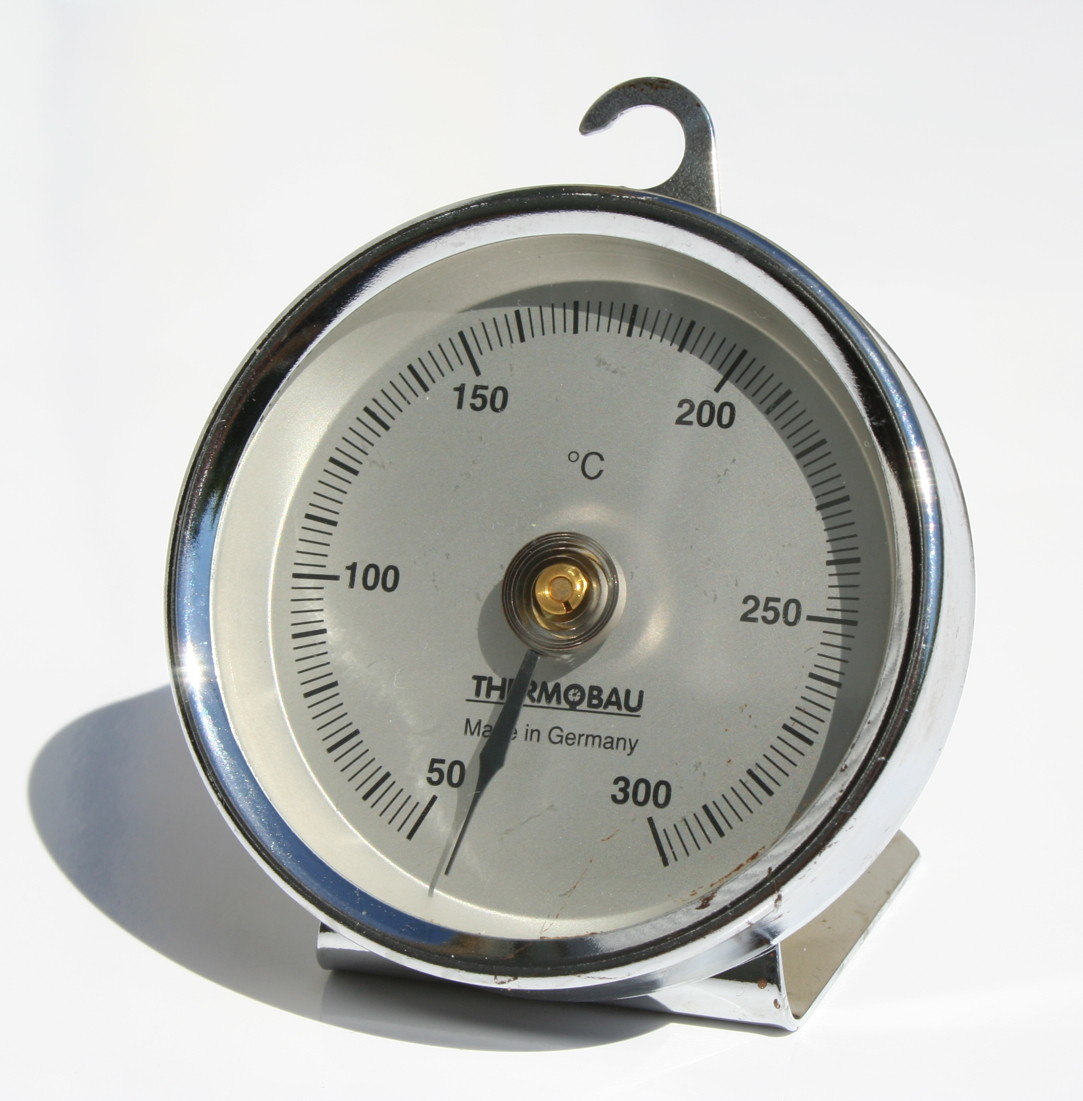
Termometro bimetallico

Il termometro bimetallico si basa sul principio della differente dilatazione dei metalli con il calore. Saldando insieme due lamelle metalliche, esse per piccole variazioni di temperatura tendono a flettersi e ad inarcarsi. Il termometro bimetallico è formato da un quadrante a cui è fissato l'elemento termometrico costituito da una molla elicoidale introdotta in un tubo al quale è fissata ad un'estremità. La parte libera è collegata con l'indice termometrico, il campo di misura può variare da -50 a +1000 °C; la taratura si esegue per confronto con un termometro a vetro o a termocoppia. Sono molto diffusi in parecchie applicazioni civili e industriali nelle quali non siano richieste elevate prestazioni. Anche molti termostati si basano su questo principio.